# Lysibia ceylonensis
Lysibia ceylonensis là một loài tò vò trong họ Ichneumonidae.